# Perini Building Company
La compañía Perini Building Company es una división de la corporación Tutor Perini. Fundada en 1894, es una de las empresas de construcción más grandes de los Estados Unidos y de las más antiguas que siguen en funcionamiento hoy en día. Está especializada en la construcción de proyectos comerciales, industriales, hosteleros, sanitarios, de ciencia y tecnología.

## Proyectos
La compañía ha desarrollado una amplia gama de proyectos, desde la construcción de la Embajada de EE. UU. en Moscú, o la expansión del Centro de Convenciones de San Diego en 2001.
- Proyecto CityCenter[5][6][7][8]

- Trump Las Vegas[9]
- Boston Worcester Turnpike en 1931[10]
- Thomas and Mack Center
- Hard Rock Hotel and Casino
- Harrah's Las Vegas
- The Palms
- Mohegan Sun Arena
- Pala (casino resort y spa)